# Shuja al-Dawla
Shuja al-Dawla (hindi: शुजा उद दौला; urdú: شجاع الدولہ) (Delhi, 19 de gener de 1732 - Faizabad, 26 de gener de 1775) fou subadar nawab i després nawab wazir d'Oudh (5 d'octubre de 1754 a 26 de gener de 1775).
Va succeir al tron a Abul Mansur Mohammad Mokim Khan Safdar Jang. No estava segur de quin partit agafar en la lluita entre afganesos i marathes; es va decidir pels primers dirigits per Ahmad Shah Durrani. Aliat als rohilles va rebutjar als marathes cridats pel nou wazir Imad al-Mulk Ghazi l-Din Khan, que eren vistos com un enemic comú per diversos estats. Quan el príncep imperial Ali Gauhar (després Shah Alam II) va fugir de Delhi, fou rebut per Shuja al-Dawla que el va aconsellar iniciar operacions a Bengala on el poder britànic havia crescut massa. El 1761 Shuja al-Dawla va lluitar amb altres caps musulmans contra els marathes a la tercera batalla de Panipat. Poc després Shah Alam va renunciar a la seva lluita amb els britànics i es va retirar a Allahabad on va romandre sota el control polític de Shuja al-Dawla nomenat wazir, càrrec que va passar a ser hereditari (15 de febrer de 1762). Després de la massacre de Patna de 1763, el nawab de Bengala Mir Kasim i el seu lloctinent Sumru van arribar a Oudh i es van unir al nawab-wazir i a l'emperador, però les forces aliades no van poder ocupar Patna i foren derrotades completament pels britànics a Buxar (1764). Shah Alam II es va presentar al campament britànic i Shuja al-Dawla es va retirar a Faizabad, després a Lucknow i finalment a Bareilly. Va aconseguir ajuda dels afganesos i dels marathes i va enfrontar als britànics el 1765 prop de Jajmau al districte de Cawnpore, però va patir una nova derrota. Pel tractat de pau d'Allahabad del 16 d'agost de 1765, els britànics van obtenir la major part de la divisió de Benarés i Shah Alam fou declarat sobirà de la resta de l'Oudh; però la cort de directors de la Companyia Britànica de les Índies Orientals no va acceptar aquest acord i Shuja al-Dawla fou mantingut com a sobirà, mentre el raja de Benarés passava a ser un feudatari d'Oudh que no obstant l'havia de respectar; a l'emperador se li van cedir els districtes de Cawnpore, Fatehpur, i Allahabad. Shuja al-Daula va haver de pagar una indemnització de guerra de 50 lakhs i va establir la seva residència a Faizabad on va construir una gran fortalesa i va augmentar la prosperitat de la ciutat.
El 1769 els marathes van retornar a la zona en actitud amenaçant. El 1771, contra el consell britànic, l'emperador es va unir als marathes i va deixar Allahabad a càrrec de Shuja al-Daula. El perill per Oudh i els britànics era imminent i quan els marathes van aconseguir la cessió d'Allahabad per part de l'emperador, els britànics van anar a ocupar Chunar i Allahabad. Els marathes van pressionar i el 1773 Sir Robert Barker va marxar a Oudh amb un exèrcit per controlar les fronteres del país i Rohilkhand amb un pagament pel nawab-wazir d'un lakh de rúpies al mes. Les tropes britàniques van ajudar a expulsar els marathes fora de Rohilkhand i mesos després Warren Hastings i Shuja al-Dawla es van trobar a Benarés; el resultat fou la cessió d'Allahabad al nawab-wazir, sent l'emperador desposseït d'aquest territori a causa de la seva aliança amb els marathes; el nawab-wazir pagaria a la companyia 50 lakhs i es va comprometre a pagar 25 lakhs a l'any per mantenir les forces britàniques que serien estacionades a les fronteres dels seus territoris. Un resident britànic fou nomenat per primer cop a la seva cort. Oudh va esdevenir així un estat dependent de la Companyia encara que nominalment restava independent.
Shuja al-Dawla va dirigir els seus esforços a sotmetre als rohilles que estaven intrigant amb els marathes i havien refusat el preu acordat per l'ajuda que se'ls havia donat el 1772. El consell de govern a Calcuta dubtava però finalment va enviar tropes; i el 1774 Rohilkhand fou incorporat a l'Oudh excepte l'estat de Rampur que va quedar en mans d'un cap rohilla. Shuja al-Daula va morir el 26 de gener de 1775.